# Mariä Himmelfahrt (Allersberg)

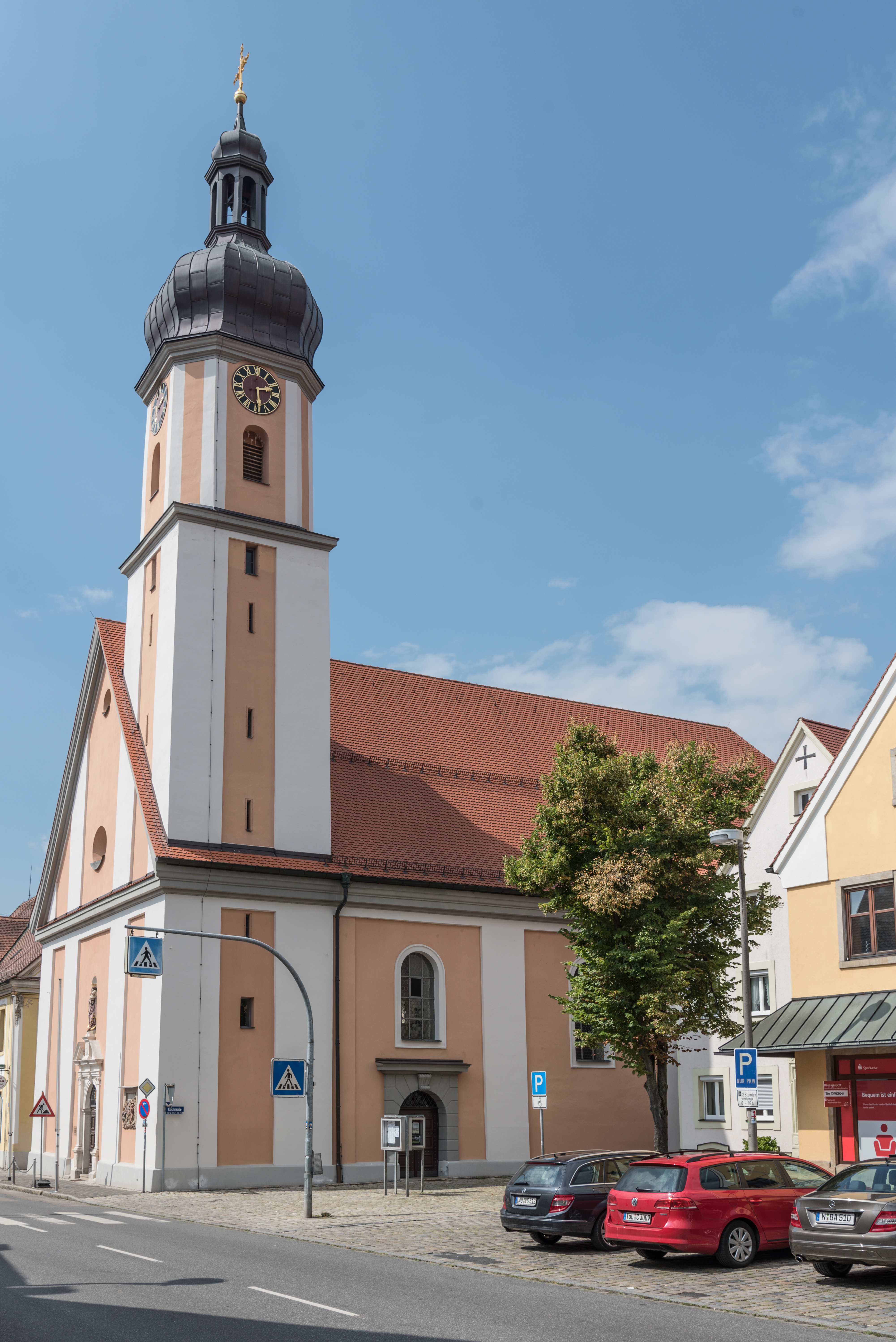
Mariä Himmelfahrt (Allersberg)

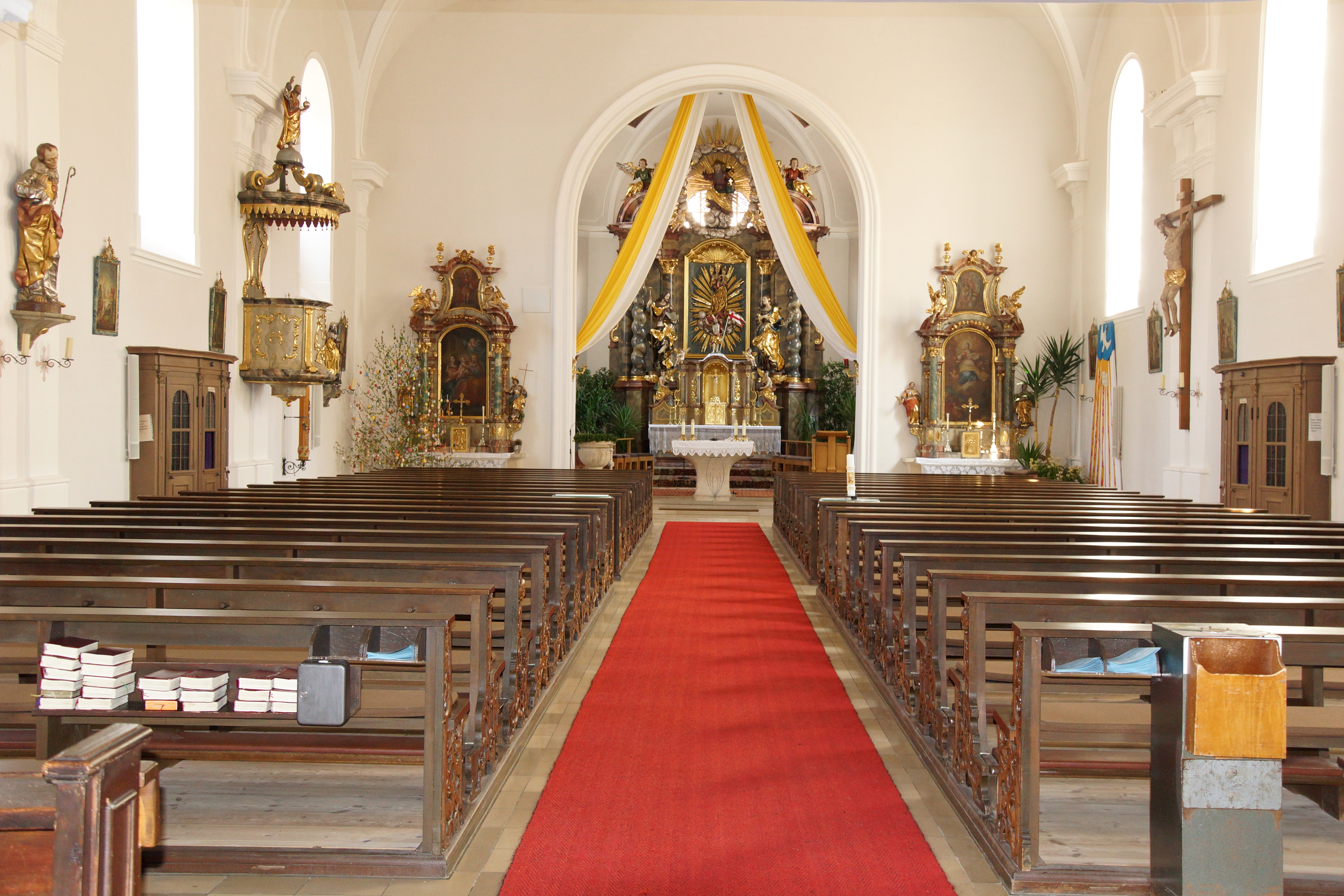
Innenansicht mit Blick auf den Altar

Die römisch-katholische, denkmalgeschützte Pfarrkirche Mariä Himmelfahrt steht in Allersberg, einem Markt im Landkreis Roth (Mittelfranken, Bayern). Das Bauwerk ist unter der Denkmalnummer D-5-76-113-25 als Baudenkmal in die Bayerische Denkmalliste eingetragen. Die Kirche gehört zur Pfarrei Maria Himmelfahrt Allersberg im Dekanat Roth-Schwabach des Bistums Eichstätt.

## Beschreibung
Die giebelständige Saalkirche wurde 1708–10 nach einem Entwurf von Giovanni Battista Camessina gebaut. Das Langhaus, das 1733 nach Norden erweitert wurde, ist mit einem Satteldach bedeckt. Die Wände sind mit Lisenen gegliedert. An der Südost-Ecke des Langhauses ist der quadratische Kirchturm integriert. Sein oberstes, mit einer Welschen Haube bedecktes Geschoss ist achteckig. Es beherbergt die Turmuhr und hinter den Klangarkaden den Glockenstuhl, in dem sieben Kirchenglocken hängen, sechs wurden 1959 von Friedrich Wilhelm Schilling gegossen. An der Nordseite des Langhauses befindet sich der eingezogene, dreiseitig abgeschlossene Chor. Das Portal in der Fassade ist mit einem Sprenggiebel bedeckt. In der Wandnische darüber steht eine Skulptur einer Mondsichelmadonna mit dem Jesusknaben auf dem Arm. Neben dem Portal ist ein Relief aus dem späten 15. Jahrhundert eingelassen mit einer Darstellung von Christus am Ölberg.
Der Innenraum des Langhauses ist mit einem Stichkappengewölbe überspannt. Das riesige Deckengemälde mit einer Darstellung des Kirchenpatroziniums Mariae Himmelfahrt entstand um die Mitte des 20. Jahrhunderts. Es ist ein Werk des Malers Alois Wünsche-Mitterecker.

## Orgel

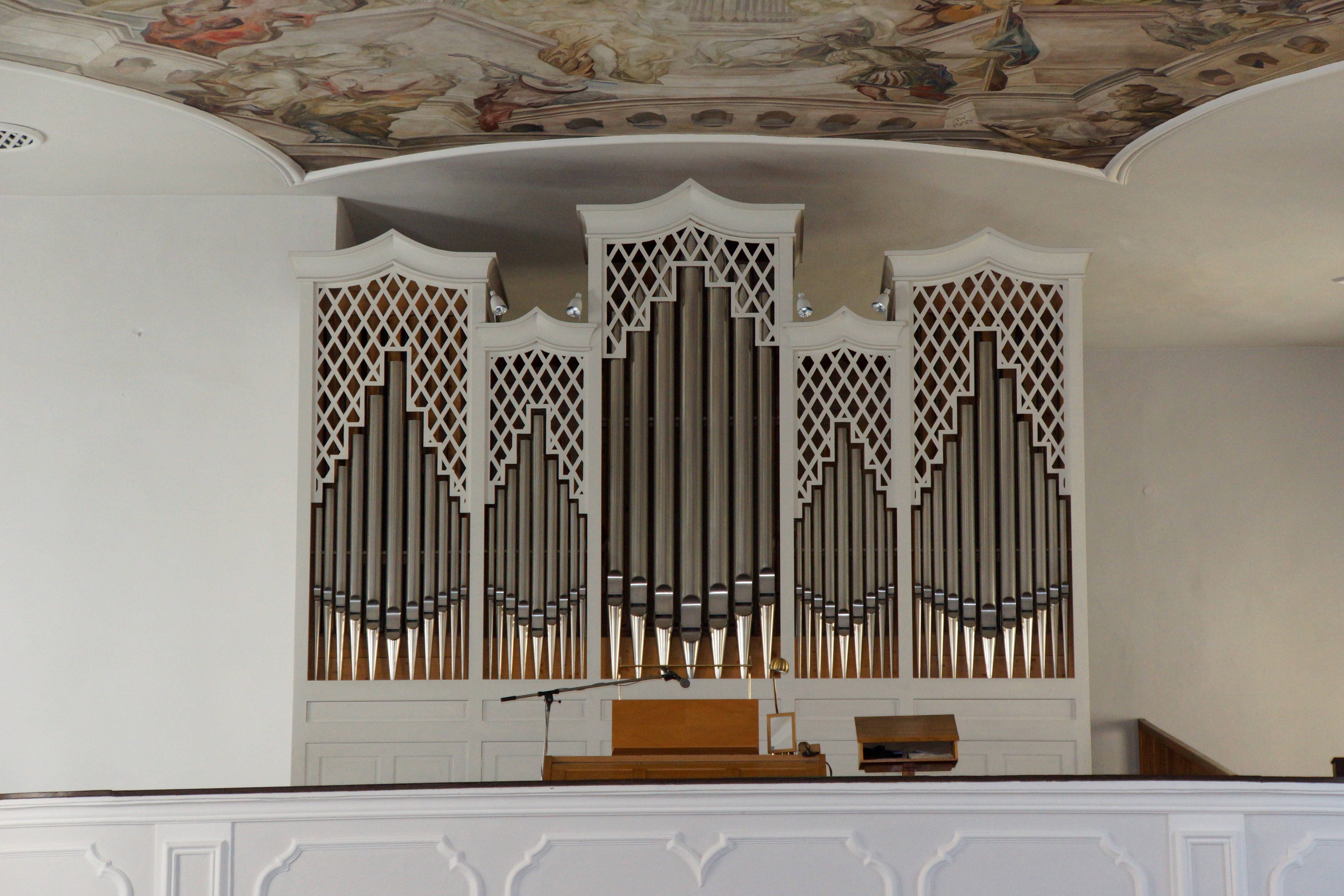
Die Ott-Orgel

Die Orgel mit 26 Registern auf zwei Manualen und Pedal wurde 1995 von Andreas Ott neu gebaut. Die Disposition lautet:
| I Hauptwerk C–g3 |       |       |
| Bourdon          | 16′   | (alt) |
| Principal        | 8′    |       |
| Gedeckt          | 8′    |       |
| Oktav            | 4′    |       |
| Spitzflöte       | 4′    |       |
| Quinte           | 2 ⁄3′ |       |
| Gemshorn         | 2′    |       |
| Mixtur IV        |       |       |
| Trompete         | 8′    |       |

| II Schwellwerk C–g3 |        |       |
| Rohrflöte           | 8′     |       |
| Salicional          | 8′     |       |
| Schwebung           | 8′     | (alt) |
| Hohlflöte           | 4′     |       |
| Nasat               | 2 ⁄3′  |       |
| Principal           | 2′     |       |
| Terz                | 1 3⁄5′ |       |
| Larigot             | 1 ⁄3′  |       |
| Scharff III         |        |       |
| Oboe                | 8′     |       |
| Tremulant           |        |       |

| Pedal C–f1    |         |       |
| Subbaß        | 16′     |       |
| Quintbaß      | 10 2⁄3′ | (alt) |
| Principalbaß  | 8′      |       |
| Gedecktbaß    | 8′      |       |
| Choralbaß     | 4′      |       |
| Rauschbaß III |         |       |
| Posaune       | 16′     |       |

- Koppeln: II/I, I/P, II/P
- Spielhilfen: 63fache elektronische Setzerkombination, Plenum, Auslöser
- Bemerkungen: Schleiflade, mechanische Spiel- und elektrische Registertraktur, freistehender Spieltisch